# Elezioni comunali in Emilia-Romagna del 2019
Le elezioni comunali in Emilia-Romagna del 2019 si sono tenute il 26 maggio (con ballottaggio il 9 giugno).

## Città metropolitana di Bologna

### Casalecchio di Reno
| Candidati             | Candidati                | Voti                 | %     | Liste                               | Voti   | %     | Seggi |
| --------------------- | ------------------------ | -------------------- | ----- | ----------------------------------- | ------ | ----- | ----- |
|                       | Massimo Bosso ✔️ Sindaco | 10.284               | 53,69 | Partito Democratico                 | 8.024  | 42,62 | 12    |
| È Wiva Casalecchio    | Massimo Bosso ✔️ Sindaco | 10.284               | 53,69 | 1.302                               | 6,92   | 2     |       |
| Casalecchio da Vivere | Massimo Bosso ✔️ Sindaco | 10.284               | 53,69 | 782                                 | 4,15   | 1     |       |
|                       | Erika Seta               | 4.388                | 22,91 | Lega-Forza Italia-Fratelli d'Italia | 3.842  | 20,41 | 4     |
| Casalecchio Sicura    | Erika Seta               | 4.388                | 22,91 | 440                                 | 2,34   | -     |       |
| Seggio di coalizione  | Seggio di coalizione     | Seggio di coalizione | 22,91 | 1                                   |        |       |       |
|                       | Pietro Cappellini        | 1.978                | 10,33 | Movimento 5 Stelle                  | 1.964  | 10,43 | 2     |
|                       | Bruno Cevenini           | 1.960                | 10,23 | Lista Civica Casalecchio            | 1.942  | 10,31 | 2     |
|                       | Davide Celli             | 544                  | 2,84  | Animalista per un Mondo Migliore    | 532    | 2,83  | -     |
| Totale                | Totale                   | 19.154               | 100   |                                     | 18.828 | 100   | 24    |

### Castel Maggiore
| Candidati              | Candidati                   | Voti                 | %     | Liste                  | Voti  | %     | Seggi |
| ---------------------- | --------------------------- | -------------------- | ----- | ---------------------- | ----- | ----- | ----- |
|                        | Belinda Gottardi ✔️ Sindaco | 6.739                | 65,95 | Partito Democratico    | 4.075 | 41,16 | 7     |
| Bene in Comune         | Belinda Gottardi ✔️ Sindaco | 6.739                | 65,95 | 2.384                  | 24,08 | 4     |       |
|                        | Andrea Cavallari            | 2.313                | 22,64 | Lega-Fratelli d'Italia | 1.655 | 16,72 | 2     |
| Rinnovare per Innovare | Andrea Cavallari            | 2.313                | 22,64 | 625                    | 6,31  | -     |       |
| Seggio di coalizione   | Seggio di coalizione        | Seggio di coalizione | 22,64 | 1                      |       |       |       |
|                        | Daniele Troiano             | 1.166                | 11,41 | Movimento 5 Stelle     | 1.162 | 11,74 | 2     |
| Totale                 | Totale                      | 10.218               | 100   |                        | 9.901 | 100   | 16    |

### Castel San Pietro Terme
| Candidati                    | Candidati               | Voti   | %     | Liste                               | Voti   | %     | Seggi |
| ---------------------------- | ----------------------- | ------ | ----- | ----------------------------------- | ------ | ----- | ----- |
|                              | Fausto Tinti ✔️ Sindaco | 6.676  | 58,71 | Partito Democratico                 | 4.732  | 42,39 | 8     |
| Uniti al Centro per Castello | Fausto Tinti ✔️ Sindaco | 6.676  | 58,71 | 716                                 | 6,41   | 1     |       |
| Castello in Comune           | Fausto Tinti ✔️ Sindaco | 6.676  | 58,71 | 657                                 | 5,89   | 1     |       |
| Città Futura                 | Fausto Tinti ✔️ Sindaco | 6.676  | 58,71 | 448                                 | 4,01   | -     |       |
|                              | Cladio Franzoni         | 2.834  | 24,92 | Lega-Forza Italia-Fratelli d'Italia | 2.801  | 25,09 | 4     |
|                              | Elisa Maurizzi          | 1.862  | 16,37 | Movimento 5 Stelle                  | 1.809  | 16,21 | 2     |
| Totale                       | Totale                  | 11.372 | 100   |                                     | 11.163 | 100   | 16    |

### Medicina
| Candidati                       | Candidati                   | Voti                 | %     | Liste                               | Voti  | %     | Seggi |
| ------------------------------- | --------------------------- | -------------------- | ----- | ----------------------------------- | ----- | ----- | ----- |
|                                 | Matteo Montanari ✔️ Sindaco | 5.055                | 55,71 | Centrosinistra e Sinistra Uniti     | 2.300 | 26,17 | 5     |
| Matteo Montanari Sindaco        | Matteo Montanari ✔️ Sindaco | 5.055                | 55,71 | 2.033                               | 23,13 | 4     |       |
| Medicina Democratica e Solidale | Matteo Montanari ✔️ Sindaco | 5.055                | 55,71 | 518                                 | 5,89  | 1     |       |
|                                 | Salvatore Cuscini           | 1.786                | 19,68 | Lega-Forza Italia-Fratelli d'Italia | 1.579 | 17,96 | 2     |
| Popolo della Famiglia           | Salvatore Cuscini           | 1.786                | 19,68 | 182                                 | 2,07  | -     |       |
| Seggio di coalizione            | Seggio di coalizione        | Seggio di coalizione | 19,68 | 1                                   |       |       |       |
|                                 | Cristian Cavina             | 1.688                | 18,60 | Movimento 5 Stelle                  | 1.659 | 18,87 | 3     |
|                                 | Enrico Raspadori            | 544                  | 6,00  | Sinistra Medicinese                 | 519   | 5,90  | -     |
| Totale                          | Totale                      | 9.073                | 100   |                                     | 8.790 | 100   | 16    |

### Molinella
| Candidati                       | Candidati                              | Voti                 | %     | Liste                    | Voti  | %     | Seggi |
| ------------------------------- | -------------------------------------- | -------------------- | ----- | ------------------------ | ----- | ----- | ----- |
|                                 | Dario Mantovani Accede al ballottaggio | 4.203                | 49,45 | Dalla Parte di Molinella | 1.742 | 21,21 | 5     |
| Moli                            | Dario Mantovani Accede al ballottaggio | 4.203                | 49,45 | 1.276                    | 15,54 | 3     |       |
| Molinella Cresce                | Dario Mantovani Accede al ballottaggio | 4.203                | 49,45 | 942                      | 11,47 | 2     |       |
|                                 | Marco Stegani Accede al ballottaggio   | 3.063                | 36,04 | Lega                     | 1.796 | 21,87 | 3     |
| La Civica Ora Scegli le Persone | Marco Stegani Accede al ballottaggio   | 3.063                | 36,04 | 558                      | 6,79  | -     |       |
| Forza Italia                    | Marco Stegani Accede al ballottaggio   | 3.063                | 36,04 | 347                      | 4,23  | -     |       |
| Fratelli d'Italia               | Marco Stegani Accede al ballottaggio   | 3.063                | 36,04 | 322                      | 3,92  | -     |       |
| Seggio di coalizione            | Seggio di coalizione                   | Seggio di coalizione | 36,04 | 1                        |       |       |       |
|                                 | Giorgio Gruppioni                      | 1.234                | 14,52 | Molinella Prima di Tutto | 1.230 | 14,98 | 2     |
| Totale                          | Totale                                 | 8.500                | 100   |                          | 8.213 | 100   | 16    |

### Pianoro
| Candidati                      | Candidati                   | Voti                 | %     | Liste                 | Voti  | %     | Seggi |
| ------------------------------ | --------------------------- | -------------------- | ----- | --------------------- | ----- | ----- | ----- |
|                                | Franca Filippini ✔️ Sindaco | 5.172                | 52,85 | Partito Democratico   | 3.765 | 39,27 | 9     |
| Pianoro a Più Voci             | Franca Filippini ✔️ Sindaco | 5.172                | 52,85 | 670                   | 6,99  | 1     |       |
| Lista Civica per Pianoro       | Franca Filippini ✔️ Sindaco | 5.172                | 52,85 | 331                   | 3,45  | -     |       |
| Sinistra per Pianoro           | Franca Filippini ✔️ Sindaco | 5.172                | 52,85 | 289                   | 3,01  | -     |       |
|                                | Luca Vecchiettini           | 2.591                | 26,47 | Lega                  | 1.938 | 20,21 | 3     |
| Forza Italia-Fratelli d'Italia | Luca Vecchiettini           | 2.591                | 26,47 | 592                   | 6,18  | 1     |       |
| Seggio di coalizione           | Seggio di coalizione        | Seggio di coalizione | 26,47 | 1                     |       |       |       |
|                                | Pier Luigi Rocca            | 993                  | 10,15 | Movimento 5 Stelle    | 978   | 10,20 | 2     |
|                                | Matteo Gatti                | 484                  | 4,95  | Italia in Comune      | 475   | 4,95  | -     |
|                                | Franco Lelli                | 302                  | 3,09  | Io Centro             | 307   | 3,20  | -     |
|                                | Maurizio Bartolini          | 245                  | 2,50  | Cittadini per Pianoro | 242   | 2,52  | -     |
| Totale                         | Totale                      | 9.787                | 100   |                       | 9.587 | 100   | 16    |

### San Lazzaro di Savena
| Candidati                                                                 | Candidati                 | Voti   | %     | Liste                               | Voti   | %     | Seggi |
| ------------------------------------------------------------------------- | ------------------------- | ------ | ----- | ----------------------------------- | ------ | ----- | ----- |
|                                                                           | Isabella Conti ✔️ Sindaco | 15.087 | 80,84 | Il Futuro Oggi                      | 10.262 | 56,03 | 14    |
| Partito Democratico-Partito Socialista Italiano-Articolo Uno-Lista Civica | Isabella Conti ✔️ Sindaco | 15.087 | 80,84 | 3.110                               | 16,98  | 4     |       |
| Noi Cittadini                                                             | Isabella Conti ✔️ Sindaco | 15.087 | 80,84 | 1.370                               | 7,48   | 2     |       |
|                                                                           | Carmine Campitelli        | 2.478  | 13,28 | Lega-Forza Italia-Fratelli d'Italia | 2.485  | 13,57 | 3     |
|                                                                           | Luciano Tentoni           | 1.097  | 5,88  | Movimento 5 Stelle                  | 1.089  | 5,95  | 1     |
| Totale                                                                    | Totale                    | 18.662 | 100   |                                     | 18.316 | 100   | 24    |

### Valsamoggia
| Candidati                   | Candidati                    | Voti                 | %     | Liste                               | Voti   | %     | Seggi |
| --------------------------- | ---------------------------- | -------------------- | ----- | ----------------------------------- | ------ | ----- | ----- |
|                             | Daniele Ruscigno ✔️ Sindaco  | 9.251                | 57,90 | Partito Democratico                 | 5.488  | 35,03 | 6     |
| Insieme per Daniele Sindaco | Daniele Ruscigno ✔️ Sindaco  | 9.251                | 57,90 | 2.680                               | 17,11  | 3     |       |
| Energie Pulite              | Daniele Ruscigno ✔️ Sindaco  | 9.251                | 57,90 | 859                                 | 5,48   | 1     |       |
|                             | Luca Costa                   | 2.544                | 15,92 | Civicamente Samoggia                | 2.127  | 13,58 | 1     |
| Cittadini in Valsamoggia    | Luca Costa                   | 2.544                | 15,92 | 351                                 | 2,24   | -     |       |
| Seggio di coalizione        | Seggio di coalizione         | Seggio di coalizione | 15,92 | 1                                   |        |       |       |
|                             | Emanuela Graziano Bergonzoni | 2.394                | 14,98 | Lega-Forza Italia-Fratelli d'Italia | 2.400  | 15,32 | 2     |
|                             | Stefano Colangeli            | 1.789                | 11,20 | Movimento 5 Stelle                  | 1.761  | 11,24 | 2     |
| Totale                      | Totale                       | 15.978               | 100   |                                     | 15.666 | 100   | 16    |

### Zola Predosa
| Candidati                                                            | Candidati                  | Voti                 | %     | Liste                                | Voti   | %     | Seggi |
| -------------------------------------------------------------------- | -------------------------- | -------------------- | ----- | ------------------------------------ | ------ | ----- | ----- |
|                                                                      | Davide Dall'Omo ✔️ Sindaco | 5.688                | 53,59 | Partito Democratico                  | 4.592  | 43,92 | 9     |
| Zola Bene Comune                                                     | Davide Dall'Omo ✔️ Sindaco | 5.688                | 53,59 | 780                                  | 7,46   | 1     |       |
| Articolo Uno                                                         | Davide Dall'Omo ✔️ Sindaco | 5.688                | 53,59 | 206                                  | 1,97   | -     |       |
|                                                                      | Mario Vanelli              | 3.165                | 29,82 | Lega                                 | 2.108  | 20,16 | 3     |
| Insieme per Zola                                                     | Mario Vanelli              | 3.165                | 29,82 | 540                                  | 5,16   | -     |       |
| Forza Italia-Fratelli d'Italia-Unione di Centro-Energie per l'Italia | Mario Vanelli              | 3.165                | 29,82 | 494                                  | 4,73   | -     |       |
| Seggio di coalizione                                                 | Seggio di coalizione       | Seggio di coalizione | 29,82 | 1                                    |        |       |       |
|                                                                      | Luca Nicotri               | 1.381                | 13,01 | Movimento 5 Stelle                   | 1.367  | 13,08 | 2     |
|                                                                      | Stefano Betti              | 380                  | 3,58  | Italia in Comune-Alleanza per Zola-Z | 368    | 3,52  | -     |
| Totale                                                               | Totale                     | 10.614               | 100   |                                      | 10.455 | 100   | 16    |

## Provincia di Ferrara

### Ferrara
| Candidati                                    | Candidati                            | Voti                        | %     | Liste                   | Voti   | %     | Seggi |
| -------------------------------------------- | ------------------------------------ | --------------------------- | ----- | ----------------------- | ------ | ----- | ----- |
|                                              | Alan Fabbri Accede al ballottaggio   | 36.629                      | 48,44 | Lega                    | 22.093 | 30,94 | 14    |
| Ferrara Cambia                               | Alan Fabbri Accede al ballottaggio   | 36.629                      | 48,44 | 5.944                   | 8,32   | 3     |       |
| Forza Italia con Sgarbi Rinascimento         | Alan Fabbri Accede al ballottaggio   | 36.629                      | 48,44 | 3.192                   | 4,47   | 2     |       |
| Fratelli d'Italia                            | Alan Fabbri Accede al ballottaggio   | 36.629                      | 48,44 | 2.955                   | 4,14   | 1     |       |
| Ferrara Civica - Rinascita Socialdemocratica | Alan Fabbri Accede al ballottaggio   | 36.629                      | 48,44 | 866                     | 1,21   | -     |       |
|                                              | Aldo Modonesi Accede al ballottaggio | 24.099                      | 31,75 | Partito Democratico     | 15.586 | 21,82 | 8     |
| Gente a Modo                                 | Aldo Modonesi Accede al ballottaggio | 24.099                      | 31,75 | 3.262                   | 4,57   | 1     |       |
| Insieme!                                     | Aldo Modonesi Accede al ballottaggio | 24.099                      | 31,75 | 1.941                   | 2,72   | -     |       |
| Frazioni e Quartieri                         | Aldo Modonesi Accede al ballottaggio | 24.099                      | 31,75 | 1.333                   | 1,87   | -     |       |
| Seggio al candidato sindaco                  | Seggio al candidato sindaco          | Seggio al candidato sindaco | 31,75 | 1                       |        |       |       |
|                                              | Roberta Fusari                       | 6.525                       | 8,63  | Azione Civica (A)       | 2.642  | 3,70  | -     |
| Coalizione Civica (B)                        | Roberta Fusari                       | 6.525                       | 8,63  | 1.901                   | 2,66   | -     |       |
| +Europa (C)                                  | Roberta Fusari                       | 6.525                       | 8,63  | 1.415                   | 1,98   | -     |       |
| Seggio al candidato sindaco                  | Seggio al candidato sindaco          | Seggio al candidato sindaco | 8,63  | 1                       |        |       |       |
|                                              | Tommaso Mantovani                    | 5.161                       | 6,83  | Movimento 5 Stelle      | 5.048  | 7,07  | 1     |
|                                              | Alberto Bova                         | 1.759                       | 2,33  | Italia in Comune (D)    | 1.757  | 2,46  | -     |
|                                              | Francesco Rendine                    | 741                         | 0,98  | Giustizia Onore Libertà | 722    | 1,01  | -     |
|                                              | Andrea Firrincieli                   | 498                         | 0,66  | InnovaFE                | 473    | 0,66  | -     |
|                                              | Giorgio Massini                      | 296                         | 0,39  | Ferrara Libera          | 286    | 0,40  | -     |
| Totale                                       | Totale                               | 75.168                      | 100   |                         | 71.416 | 100   | 32    |

- Le liste A, B, C e D sono apparentate al secondo turno con il candidato sindaco Aldo Modonesi.

Ballottaggio
| Candidati | Candidati              | Voti   | %     |
| --------- | ---------------------- | ------ | ----- |
|           | Alan Fabbri ✔️ Sindaco | 37.504 | 56,77 |
|           | Aldo Modonesi          | 28.561 | 43,23 |
| Totale    | Totale                 | 66.065 |       |

### Argenta
| Candidati            | Candidati                                                | Voti                 | %     | Liste               | Voti   | %     | Seggi |
| -------------------- | -------------------------------------------------------- | -------------------- | ----- | ------------------- | ------ | ----- | ----- |
|                      | Andrea Baldini Accede al ballottaggio                    | 5.483                | 46,18 | Partito Democratico | 4.179  | 35,65 | 10    |
| #Futurogreen         | Andrea Baldini Accede al ballottaggio                    | 5.483                | 46,18 | 350                 | 2,99   | -     |       |
| Culture & Sport      | Andrea Baldini Accede al ballottaggio                    | 5.483                | 46,18 | 281                 | 2,40   | -     |       |
| Insieme Argenta      | Andrea Baldini Accede al ballottaggio                    | 5.483                | 46,18 | 237                 | 2,02   | -     |       |
| Argenta Viva         | Andrea Baldini Accede al ballottaggio                    | 5.483                | 46,18 | 190                 | 1,62   | -     |       |
| Argenta Produttiva   | Andrea Baldini Accede al ballottaggio                    | 5.483                | 46,18 | 159                 | 1,36   | -     |       |
|                      | Ottavio Angelo Antonio Curtarello Accede al ballottaggio | 4.836                | 40,73 | Lega                | 3.113  | 26,56 | 3     |
| Rinnovamento Argenta | Ottavio Angelo Antonio Curtarello Accede al ballottaggio | 4.836                | 40,73 | 842                 | 7,18   | 1     |       |
| Fratelli d'Italia    | Ottavio Angelo Antonio Curtarello Accede al ballottaggio | 4.836                | 40,73 | 461                 | 3,93   | -     |       |
| Forza Italia         | Ottavio Angelo Antonio Curtarello Accede al ballottaggio | 4.836                | 40,73 | 396                 | 3,38   | -     |       |
| Seggio di coalizione | Seggio di coalizione                                     | Seggio di coalizione | 40,73 | 1                   |        |       |       |
|                      | Luca Bertaccini                                          | 1.554                | 13,09 | Movimento 5 Stelle  | 1.514  | 12,92 | 1     |
| Totale               | Totale                                                   | 11.873               | 100   |                     | 11.722 | 100   | 16    |

### Copparo
| Candidati            | Candidati                               | Voti                 | %     | Liste                    | Voti  | %     | Seggi |
| -------------------- | --------------------------------------- | -------------------- | ----- | ------------------------ | ----- | ----- | ----- |
|                      | Fabrizio Pagnoni Accede al ballottaggio | 3.968                | 42,72 | Lega per Salvini Premier | 2.987 | 32,56 | 9     |
| Forza Italia         | Fabrizio Pagnoni Accede al ballottaggio | 3.968                | 42,72 | 515                      | 5,61  | 1     |       |
| Fratelli d'Italia    | Fabrizio Pagnoni Accede al ballottaggio | 3.968                | 42,72 | 306                      | 3,34  | -     |       |
| La Lista Civica      | Fabrizio Pagnoni Accede al ballottaggio | 3.968                | 42,72 | 129                      | 1,41  | -     |       |
|                      | Diego Farina Accede al ballottaggio     | 3.708                | 39,92 | Partito Democratico      | 2.583 | 28,15 | 4     |
| Copparo Progetta     | Diego Farina Accede al ballottaggio     | 3.708                | 39,92 | 536                      | 5,84  | -     |       |
| Insieme per Copparo  | Diego Farina Accede al ballottaggio     | 3.708                | 39,92 | 523                      | 5,70  | -     |       |
| Seggio di coalizione | Seggio di coalizione                    | Seggio di coalizione | 39,92 | 1                        |       |       |       |
|                      | Monica Caleffi                          | 1.252                | 13,48 | Movimento 5 Stelle       | 1.239 | 13,50 | 1     |
|                      | Rita Benetti                            | 361                  | 3,89  | Copparo Cambia           | 357   | 3,89  | -     |
| Totale               | Totale                                  | 9.175                | 100   |                          | 9.289 | 100   |       |

## Provincia di Forlì-Cesena

### Forlì
| Candidati                            | Candidati                                | Voti                        | %     | Liste                           | Voti   | %     | Seggi |
| ------------------------------------ | ---------------------------------------- | --------------------------- | ----- | ------------------------------- | ------ | ----- | ----- |
|                                      | Gian Luca Zattini Accede al ballottaggio | 27.905                      | 45,80 | Lega                            | 14.456 | 24,24 | 11    |
| Forlì Cambia - Zattini Sindaco       | Gian Luca Zattini Accede al ballottaggio | 27.905                      | 45,80 | 6.330                           | 10,61  | 5     |       |
| Forza Italia                         | Gian Luca Zattini Accede al ballottaggio | 27.905                      | 45,80 | 4.067                           | 6,82   | 3     |       |
| Fratelli d'Italia                    | Gian Luca Zattini Accede al ballottaggio | 27.905                      | 45,80 | 1.758                           | 2,95   | 1     |       |
| Il Popolo della Famiglia             | Gian Luca Zattini Accede al ballottaggio | 27.905                      | 45,80 | 591                             | 0,99   | -     |       |
|                                      | Giorgio Calderoni Accede al ballottaggio | 22.676                      | 37,21 | Partito Democratico             | 16.421 | 27,54 | 8     |
| Fiducia Collaborazione Comunità      | Giorgio Calderoni Accede al ballottaggio | 22.676                      | 37,21 | 1.844                           | 3,09   | 1     |       |
| Forlì Solidale e Verde (PSI - Verdi) | Giorgio Calderoni Accede al ballottaggio | 22.676                      | 37,21 | 1.603                           | 2,69   | -     |       |
| Forlì Bene Comune                    | Giorgio Calderoni Accede al ballottaggio | 22.676                      | 37,21 | 1.277                           | 2,14   | -     |       |
| Forlife                              | Giorgio Calderoni Accede al ballottaggio | 22.676                      | 37,21 | 1.131                           | 1,90   | -     |       |
| Seggio al candidato sindaco          | Seggio al candidato sindaco              | Seggio al candidato sindaco | 37,21 | 1                               |        |       |       |
|                                      | Daniele Vergini                          | 6.594                       | 10,82 | Movimento 5 Stelle              | 6.443  | 10,80 | 2     |
|                                      | Marco Ravaioli                           | 1.959                       | 3,22  | Forlì SiCura - Italia in Comune | 1.939  | 3,25  | -     |
|                                      | Veronica San Vicente Capanaga            | 1.799                       | 2,95  | L'Alternativa per Forlì         | 1.776  | 2,98  | -     |
| Totale                               | Totale                                   | 60.933                      | 100   |                                 | 59.636 | 100   | 32    |

Ballottaggio
| Candidati | Candidati                    | Voti   | %     |
| --------- | ---------------------------- | ------ | ----- |
|           | Gian Luca Zattini ✔️ Sindaco | 27.207 | 53,07 |
|           | Giorgio Calderoni            | 24.056 | 46,93 |
| Totale    | Totale                       | 51.263 |       |

### Cesena
| Candidati                     | Candidati                           | Voti                 | %     | Liste               | Voti   | %     | Seggi |
| ----------------------------- | ----------------------------------- | -------------------- | ----- | ------------------- | ------ | ----- | ----- |
|                               | Enzo Lattuca Accede al ballottaggio | 23.111               | 42,83 | Partito Democratico | 16.969 | 32,03 | 13    |
| Cesena 2024                   | Enzo Lattuca Accede al ballottaggio | 23.111               | 42,83 | 2.561               | 4,83   | 2     |       |
| A Sinistra-Articolo Uno       | Enzo Lattuca Accede al ballottaggio | 23.111               | 42,83 | 1.229               | 2,32   | -     |       |
| Partito Repubblicano Italiano | Enzo Lattuca Accede al ballottaggio | 23.111               | 42,83 | 1.201               | 2,27   | -     |       |
| Popolari per Cesena           | Enzo Lattuca Accede al ballottaggio | 23.111               | 42,83 | 981                 | 1,85   | -     |       |
|                               | Andrea Rossi Accede al ballottaggio | 18.244               | 33,81 | Lega                | 10.283 | 19,41 | 4     |
| Cambiamo                      | Andrea Rossi Accede al ballottaggio | 18.244               | 33,81 | 4.461               | 8,42   | 2     |       |
| Forza Italia                  | Andrea Rossi Accede al ballottaggio | 18.244               | 33,81 | 1.524               | 2,88   | -     |       |
| Fratelli d'Italia             | Andrea Rossi Accede al ballottaggio | 18.244               | 33,81 | 876                 | 1,65   | -     |       |
| Popolo della Famiglia         | Andrea Rossi Accede al ballottaggio | 18.244               | 33,81 | 651                 | 1,23   | -     |       |
| Seggio di coalizione          | Seggio di coalizione                | Seggio di coalizione | 33,81 | 1                   |        |       |       |
|                               | Vittorio Valletta                   | 5.132                | 9,51  | Cesena SiAmo Noi    | 4.829  | 9,12  | 1     |
|                               | Claudio Capponcini                  | 4.695                | 8,70  | Movimento 5 Stelle  | 4.684  | 8,84  | 1     |
|                               | Davide Fabbri                       | 1.687                | 3,13  | Cesena in Comune    | 1.625  | 3,07  | -     |
|                               | Luca Capacci                        | 622                  | 1,15  | Fondamenta          | 633    | 1,19  | -     |
|                               | Matteo Micucci                      | 470                  | 0,87  | CasaPound           | 464    | 0,88  | -     |
| Totale                        | Totale                              | 53.961               | 100   |                     | 52.971 | 100   | 24    |

### Savignano sul Rubicone
| Candidati                            | Candidati                                 | Voti                 | %     | Liste              | Voti  | %     | Seggi |
| ------------------------------------ | ----------------------------------------- | -------------------- | ----- | ------------------ | ----- | ----- | ----- |
|                                      | Filippo Giovannini Accede al ballottaggio | 3.956                | 45,25 | Savignano Insieme  | 2.007 | 23,60 | 7     |
| Partito Democratico-Italia in Comune | Filippo Giovannini Accede al ballottaggio | 3.956                | 45,25 | 1.342              | 15,78 | 4     |       |
| La Sinistra per Savignano            | Filippo Giovannini Accede al ballottaggio | 3.956                | 45,25 | 470                | 5,53  | 1     |       |
|                                      | Marco Foschi Accede al ballottaggio       | 3.305                | 37,81 | Lega               | 1.972 | 23,19 | 2     |
| Savignano Oltre                      | Marco Foschi Accede al ballottaggio       | 3.305                | 37,81 | 1.271              | 14,94 | 1     |       |
| Seggio di coalizione                 | Seggio di coalizione                      | Seggio di coalizione | 37,81 | 1                  |       |       |       |
|                                      | Mauro Frisoni                             | 1.481                | 16,94 | Movimento 5 Stelle | 1.443 | 16,97 | 2     |
| Totale                               | Totale                                    | 8.742                | 100   |                    | 8.505 | 100   | 16    |

## Provincia di Modena

### Modena
| Candidati                                    | Candidati                        | Voti                        | %     | Liste               | Voti   | %     | Seggi |
| -------------------------------------------- | -------------------------------- | --------------------------- | ----- | ------------------- | ------ | ----- | ----- |
|                                              | Gian Carlo Muzzarelli ✔️ Sindaco | 50.750                      | 53,42 | Partito Democratico | 33.565 | 36,21 | 15    |
| Sinistra per Modena                          | Gian Carlo Muzzarelli ✔️ Sindaco | 50.750                      | 53,42 | 7.373               | 7,95   | 3     |       |
| Modena Solidale                              | Gian Carlo Muzzarelli ✔️ Sindaco | 50.750                      | 53,42 | 3.397               | 3,66   | 1     |       |
| Federazione dei Verdi                        | Gian Carlo Muzzarelli ✔️ Sindaco | 50.750                      | 53,42 | 2.780               | 3,00   | 1     |       |
| +Modena                                      | Gian Carlo Muzzarelli ✔️ Sindaco | 50.750                      | 53,42 | 2.190               | 2,36   | -     |       |
|                                              | Stefano Prampolini               | 30.178                      | 31,77 | Lega                | 21.605 | 23,31 | 6     |
| Forza Italia                                 | Stefano Prampolini               | 30.178                      | 31,77 | 3.688               | 3,98   | 1     |       |
| Fratelli d'Italia - Il Popolo della Famiglia | Stefano Prampolini               | 30.178                      | 31,77 | 3.412               | 3,68   | 1     |       |
| Siamo Modena                                 | Stefano Prampolini               | 30.178                      | 31,77 | 834                 | 0,90   | -     |       |
| Seggio al candidato sindaco                  | Seggio al candidato sindaco      | Seggio al candidato sindaco | 31,77 | 1                   |        |       |       |
|                                              | Andrea Giordani                  | 9.033                       | 9,51  | Movimento 5 Stelle  | 8.997  | 9,71  | 3     |
|                                              | Carolina Coriani                 | 2.900                       | 3,05  | Modena Volta Pagina | 2.823  | 3,05  | -     |
|                                              | Cinzia Franchini                 | 1.253                       | 1,32  | Modena Ora          | 1.166  | 1,26  | -     |
|                                              | Luca Ghelfi                      | 462                         | 0,49  | Identità e Azione   | 460    | 0,50  | -     |
|                                              | Sergio Celloni                   | 422                         | 0,44  | G.O.L.              | 404    | 0,44  | -     |
| Totale                                       | Totale                           | 94.998                      | 100   |                     | 92.692 | 100   | 32    |

### Carpi
| Candidati                          | Candidati                                  | Voti                 | %     | Liste                  | Voti   | %     | Seggi |
| ---------------------------------- | ------------------------------------------ | -------------------- | ----- | ---------------------- | ------ | ----- | ----- |
|                                    | Alberto Bellelli Accede al ballottaggio    | 17.824               | 48,01 | Partito Democratico    | 11.317 | 31,02 | 12    |
| Alberto Bellelli Sindaco           | Alberto Bellelli Accede al ballottaggio    | 17.824               | 48,01 | 3.026                  | 8,29   | 3     |       |
| Articolo Uno-La Sinistra per Carpi | Alberto Bellelli Accede al ballottaggio    | 17.824               | 48,01 | 915                    | 2,51   | -     |       |
| Federazione dei Verdi              | Alberto Bellelli Accede al ballottaggio    | 17.824               | 48,01 | 886                    | 2,43   | -     |       |
| Laboratorio Carpi                  | Alberto Bellelli Accede al ballottaggio    | 17.824               | 48,01 | 641                    | 1,76   | -     |       |
| Carpi Comune-Sinistre Unite        | Alberto Bellelli Accede al ballottaggio    | 17.824               | 48,01 | 589                    | 1,61   | -     |       |
|                                    | Federica Boccaletti Accede al ballottaggio | 10.134               | 27,30 | Lega-Fratelli d'Italia | 8.127  | 22,28 | 4     |
| Forza Italia                       | Federica Boccaletti Accede al ballottaggio | 10.134               | 27,30 | 1.921                  | 5,27   | -     |       |
| Seggio di coalizione               | Seggio di coalizione                       | Seggio di coalizione | 27,30 | 1                      |        |       |       |
|                                    | Monica Medici                              | 4.954                | 13,35 | Movimento 5 Stelle     | 4.901  | 13,43 | 2     |
|                                    | Michele Pescetelli                         | 4.210                | 11,34 | Carpi Futura           | 4.157  | 11,41 | 2     |
| Totale                             | Totale                                     | 37.122               | 100   |                        | 36.480 | 100   | 24    |

### Castelfranco Emilia
| Candidati            | Candidati                               | Voti                 | %     | Liste                      | Voti   | %     | Seggi |
| -------------------- | --------------------------------------- | -------------------- | ----- | -------------------------- | ------ | ----- | ----- |
|                      | Giovanni Gargano Accede al ballottaggio | 6.929                | 41,78 | Partito Democratico        | 5.665  | 34,44 | 13    |
| Idee in Comune       | Giovanni Gargano Accede al ballottaggio | 6.929                | 41,78 | 716                        | 4,35   | 1     |       |
| Forte Urbano         | Giovanni Gargano Accede al ballottaggio | 6.929                | 41,78 | 509                        | 3,09   | 1     |       |
|                      | Modesto Amicucci Accede al ballottaggio | 5.108                | 30,80 | Lega                       | 3.827  | 23,27 | 4     |
| Forza Italia         | Modesto Amicucci Accede al ballottaggio | 5.108                | 30,80 | 558                        | 3,39   | -     |       |
| Fratelli d'Italia    | Modesto Amicucci Accede al ballottaggio | 5.108                | 30,80 | 380                        | 2,31   | -     |       |
| Liberi di Scegliere  | Modesto Amicucci Accede al ballottaggio | 5.108                | 30,80 | 302                        | 1,84   | -     |       |
| Seggio di coalizione | Seggio di coalizione                    | Seggio di coalizione | 30,80 | 1                          |        |       |       |
|                      | Silvia Santunione                       | 1.796                | 10,83 | Frazioni e Castelfranco    | 1.754  | 10,66 | 2     |
|                      | Ugo Piacquadio                          | 1.755                | 10,58 | Movimento 5 Stelle         | 1.749  | 10,63 | 2     |
|                      | Rosario Boccia                          | 696                  | 4,20  | Obiettivo                  | 686    | 4,17  | -     |
|                      | Giuseppe Guberti                        | 301                  | 1,81  | Castelfranco Emilia Cambia | 301    | 1,83  | -     |
| Totale               | Totale                                  | 16.585               | 100   |                            | 16.447 | 100   | 24    |

### Fiorano Modenese
| Candidati                       | Candidati                 | Voti                 | %     | Liste               | Voti  | %     | Seggi |
| ------------------------------- | ------------------------- | -------------------- | ----- | ------------------- | ----- | ----- | ----- |
|                                 | Francesco Tosi ✔️ Sindaco | 4.762                | 55,71 | Partito Democratico | 2.577 | 30,93 | 6     |
| Francesco Tosi è il Mio Sindaco | Francesco Tosi ✔️ Sindaco | 4.762                | 55,71 | 2.015               | 24,18 | 4     |       |
|                                 | Graziano Bastai           | 3.068                | 35,89 | Lega                | 2.598 | 31,18 | 5     |
| Fratelli d'Italia               | Graziano Bastai           | 3.068                | 35,89 | 438                 | 5,26  | -     |       |
| Seggio di coalizione            | Seggio di coalizione      | Seggio di coalizione | 35,89 | 1                   |       |       |       |
|                                 | Antonio Grazioli          | 367                  | 4,29  | Uniti per Crescere  | 364   | 4,37  | -     |
|                                 | Marco Amarossi            | 246                  | 2,88  | Fiorano Bike City   | 237   | 2,84  | -     |
|                                 | Pantelis Assimakis        | 105                  | 1,23  | Riscossa Fioranese  | 104   | 1,25  | -     |
| Totale                          | Totale                    | 8.548                | 100   |                     | 8.333 | 100   | 16    |

### Formigine
| Candidati                    | Candidati              | Voti                 | %     | Liste                     | Voti   | %     | Seggi |
| ---------------------------- | ---------------------- | -------------------- | ----- | ------------------------- | ------ | ----- | ----- |
|                              | Maria Costi ✔️ Sindaco | 11.563               | 60,11 | Partito Democratico       | 8.754  | 46,35 | 13    |
| Formigine Città in Movimento | Maria Costi ✔️ Sindaco | 11.563               | 60,11 | 1.185                     | 6,27   | 1     |       |
| Formigine Viva               | Maria Costi ✔️ Sindaco | 11.563               | 60,11 | 987                       | 5,23   | 1     |       |
| Call Formigine               | Maria Costi ✔️ Sindaco | 11.563               | 60,11 | 308                       | 1,63   | -     |       |
|                              | Costantino Righi Riva  | 5.584                | 29,03 | Lega                      | 3.967  | 21,00 | 5     |
| Per Cambiare Formigine       | Costantino Righi Riva  | 5.584                | 29,03 | 936                       | 4,96   | 1     |       |
| Forza Italia                 | Costantino Righi Riva  | 5.584                | 29,03 | 663                       | 3,51   | -     |       |
| Seggio di coalizione         | Seggio di coalizione   | Seggio di coalizione | 29,03 | 1                         |        |       |       |
|                              | Saverio Iacoi          | 1.683                | 8,75  | Movimento 5 Stelle        | 1.677  | 8,88  | 2     |
|                              | Claudio Botti          | 405                  | 2,11  | Sinistra Civica Formigine | 411    | 2,18  | -     |
| Totale                       | Totale                 | 19.235               | 100   |                           | 18.888 | 100   | 24    |

### Maranello
| Candidati            | Candidati                             | Voti                 | %     | Liste               | Voti  | %     | Seggi |
| -------------------- | ------------------------------------- | -------------------- | ----- | ------------------- | ----- | ----- | ----- |
|                      | Luigi Zironi Accede al ballottaggio   | 4.519                | 49,99 | Partito Democratico | 2.449 | 27,85 | 6     |
| Maranello in Testa   | Luigi Zironi Accede al ballottaggio   | 4.519                | 49,99 | 1.404               | 15,97 | 3     |       |
| L'Italia del Futuro  | Luigi Zironi Accede al ballottaggio   | 4.519                | 49,99 | 504                 | 5,73  | 1     |       |
|                      | Luca Barbolini Accede al ballottaggio | 3.274                | 36,22 | Lega                | 2.415 | 27,47 | 4     |
| Noi Amiamo Maranello | Luca Barbolini Accede al ballottaggio | 3.274                | 36,22 | 353                 | 4,02  | 1     |       |
| Forza Italia         | Luca Barbolini Accede al ballottaggio | 3.274                | 36,22 | 329                 | 3,74  | -     |       |
| Movimento Animalista | Luca Barbolini Accede al ballottaggio | 3.274                | 36,22 | 122                 | 1,39  | -     |       |
| Seggio di coalizione | Seggio di coalizione                  | Seggio di coalizione | 36,22 | 1                   |       |       |       |
|                      | Guglielmo Sassi                       | 796                  | 8,81  | Fratelli d'Italia   | 426   | 4,85  | -     |
| Evoluzione Maranello | Guglielmo Sassi                       | 796                  | 8,81  | 340                 | 3,87  | -     |       |
| Seggio di coalizione | Seggio di coalizione                  | Seggio di coalizione | 8,81  | 1                   |       |       |       |
|                      | Matteo Tselifis                       | 451                  | 4,99  | Uniti si Può        | 450   | 5,12  | -     |
| Totale               | Totale                                | 9.040                | 100   |                     | 8.792 | 100   | 16    |

### Mirandola
| Candidati                                  | Candidati                               | Voti                 | %     | Liste               | Voti   | %     | Seggi |
| ------------------------------------------ | --------------------------------------- | -------------------- | ----- | ------------------- | ------ | ----- | ----- |
|                                            | Alberto Greco Accede al ballottaggio    | 6.041                | 47,48 | Lega                | 4.679  | 37,39 | 9     |
| Forza Italia-Mirandola Popolare            | Alberto Greco Accede al ballottaggio    | 6.041                | 47,48 | 724                 | 5,79   | 1     |       |
| Prima Mirandola                            | Alberto Greco Accede al ballottaggio    | 6.041                | 47,48 | 330                 | 2,34   | -     |       |
| Fratelli d'Italia-Il Popolo della Famiglia | Alberto Greco Accede al ballottaggio    | 6.041                | 47,48 | 248                 | 1,98   | -     |       |
|                                            | Roberto Ganzerli Accede al ballottaggio | 5.483                | 43,10 | Partito Democratico | 3.337  | 26,67 | 3     |
| Lista Civica +M                            | Roberto Ganzerli Accede al ballottaggio | 5.483                | 43,10 | 934                 | 7,46   | 1     |       |
| Futuro X Mirandola                         | Roberto Ganzerli Accede al ballottaggio | 5.483                | 43,10 | 744                 | 5,95   | -     |       |
| Sinistra Civica                            | Roberto Ganzerli Accede al ballottaggio | 5.483                | 43,10 | 337                 | 2,69   | -     |       |
| Seggio di coalizione                       | Seggio di coalizione                    | Seggio di coalizione | 43,10 | 1                   |        |       |       |
|                                            | Nicoletta Magnoni                       | 1.199                | 9,42  | Movimento 5 Stelle  | 1.181  | 9,44  | 1     |
| Totale                                     | Totale                                  | 12.723               | 100   |                     | 12.514 | 100   | 16    |

Ballottaggio
| Candidati | Candidati                | Voti   | %     |
| --------- | ------------------------ | ------ | ----- |
|           | Alberto Greco ✔️ Sindaco | 5.963  | 53,82 |
|           | Roberto Ganzerli         | 5.117  | 46,18 |
| Totale    | Totale                   | 11.080 |       |

### Nonantola
| Candidati              | Candidati                    | Voti  | %     | Liste                           | Voti  | %     | Seggi |
| ---------------------- | ---------------------------- | ----- | ----- | ------------------------------- | ----- | ----- | ----- |
|                        | Federica Nannetti ✔️ Sindaco | 4.892 | 60,02 | Partito Democratico             | 3.441 | 43,21 | 8     |
| Una Mano per Nonantola | Federica Nannetti ✔️ Sindaco | 4.892 | 60,02 | 1.289                           | 16,19 | 2     |       |
|                        | Cosimo Bianchi               | 1.570 | 19,26 | Movimento 5 Stelle              | 1.552 | 19,49 | 3     |
|                        | Antonio Platis               | 993   | 12,18 | Forza Italia                    | 991   | 12,44 | 2     |
|                        | Alessandro Di Bona           | 695   | 8,53  | Futuro a Sinistra Progetto 2030 | 691   | 8,68  | 1     |
| Totale                 | Totale                       | 8.150 | 100   |                                 | 7.964 | 100   | 16    |

### Sassuolo
| Candidati                                               | Candidati                        | Voti                 | %     | Liste               | Voti   | %     | Seggi |
| ------------------------------------------------------- | -------------------------------- | -------------------- | ----- | ------------------- | ------ | ----- | ----- |
|                                                         | Gian Francesco Menani ✔️ Sindaco | 10.209               | 50,25 | Lega                | 6.483  | 32,82 | 11    |
| Forza Italia                                            | Gian Francesco Menani ✔️ Sindaco | 10.209               | 50,25 | 1.420               | 7,19   | 2     |       |
| Lista Civica Sassolesi                                  | Gian Francesco Menani ✔️ Sindaco | 10.209               | 50,25 | 1.270               | 6,43   | 2     |       |
| Fratelli d'Italia                                       | Gian Francesco Menani ✔️ Sindaco | 10.209               | 50,25 | 567                 | 2,87   | -     |       |
| Noi Siamo Sassuolo (Energie per l'Italia-Area Popolare) | Gian Francesco Menani ✔️ Sindaco | 10.209               | 50,25 | 304                 | 1,54   | -     |       |
|                                                         | Claudio Pistoni                  | 9.098                | 44,78 | Partito Democratico | 5.626  | 28,48 | 6     |
| Sassuolo Futura                                         | Claudio Pistoni                  | 9.098                | 44,78 | 1.492               | 7,55   | 1     |       |
| Sassuolo 2020                                           | Claudio Pistoni                  | 9.098                | 44,78 | 881                 | 4,46   | -     |       |
| Sassuolo Sostenibile                                    | Claudio Pistoni                  | 9.098                | 44,78 | 730                 | 3,70   | -     |       |
| Seggio di coalizione                                    | Seggio di coalizione             | Seggio di coalizione | 44,78 | 1                   |        |       |       |
|                                                         | Francesco Macchioni              | 1.010                | 4,97  | Lista Macchioni     | 980    | 4,96  | 1     |
| Totale                                                  | Totale                           | 20.317               | 100   |                     | 19.753 | 100   | 24    |

### Soliera
| Candidati              | Candidati                   | Voti  | %     | Liste               | Voti  | %     | Seggi |
| ---------------------- | --------------------------- | ----- | ----- | ------------------- | ----- | ----- | ----- |
|                        | Roberto Solomita ✔️ Sindaco | 4.746 | 56,55 | Partito Democratico | 3.488 | 42,13 | 8     |
| Viviamo Soliera        | Roberto Solomita ✔️ Sindaco | 4.746 | 56,55 | 582                 | 7,03  | 1     |       |
| Sinistra Ambientalista | Roberto Solomita ✔️ Sindaco | 4.746 | 56,55 | 576                 | 6,96  | 1     |       |
|                        | Cristina Po                 | 1.869 | 22,27 | Lega                | 1.870 | 22,59 | 3     |
|                        | Andrea Rossi                | 1.111 | 13,24 | Movimento 5 Stelle  | 1.106 | 13,36 | 2     |
|                        | Marco Lodi                  | 667   | 7,95  | Rilanciamo Soliera  | 657   | 7,94  | 1     |
| Totale                 | Totale                      | 8.393 | 100   |                     | 8.279 | 100   | 16    |

## Provincia di Parma

### Fidenza
| Candidati            | Candidati                 | Voti                 | %     | Liste                  | Voti   | %     | Seggi |
| -------------------- | ------------------------- | -------------------- | ----- | ---------------------- | ------ | ----- | ----- |
|                      | Andrea Massari ✔️ Sindaco | 8.299                | 58,16 | Scelgo Massari Sindaco | 4.376  | 32,86 | 6     |
| Partito Democratico  | Andrea Massari ✔️ Sindaco | 8.299                | 58,16 | 2.765                  | 20,76  | 4     |       |
| Fidenza Bene Comune  | Andrea Massari ✔️ Sindaco | 8.299                | 58,16 | 464                    | 3,48   | -     |       |
|                      | Andrea Scarabelli         | 4.815                | 33,74 | Lega                   | 2.406  | 18,07 | 3     |
| Forza Italia         | Andrea Scarabelli         | 4.815                | 33,74 | 958                    | 7,19   | 1     |       |
| Uniti per Fidenza    | Andrea Scarabelli         | 4.815                | 33,74 | 941                    | 7,07   | 1     |       |
| Fratelli d'Italia    | Andrea Scarabelli         | 4.815                | 33,74 | 284                    | 2,13   | -     |       |
| Seggio di coalizione | Seggio di coalizione      | Seggio di coalizione | 33,74 | 1                      |        |       |       |
|                      | Maurizio Moschini         | 647                  | 4,53  | Movimento 5 Stelle     | 637    | 4,78  | -     |
|                      | Daniele Aiello            | 508                  | 3,56  | Miglioriamo Fidenza    | 485    | 3,64  | -     |
| Totale               | Totale                    | 14.269               | 100   |                        | 13.316 | 100   | 16    |

## Provincia di Ravenna

### Bagnacavallo
| Candidati                                            | Candidati                 | Voti                 | %     | Liste                                                                                            | Voti  | %     | Seggi |
| ---------------------------------------------------- | ------------------------- | -------------------- | ----- | ------------------------------------------------------------------------------------------------ | ----- | ----- | ----- |
|                                                      | Eleonora Proni ✔️ Sindaco | 5.062                | 56,94 | Partito Democratico                                                                              | 4.009 | 45,96 | 9     |
| Officina delle Idee                                  | Eleonora Proni ✔️ Sindaco | 5.062                | 56,94 | 706                                                                                              | 8,09  | 1     |       |
| Bagnacavallo Civica Popolari Repubblicani Riformisti | Eleonora Proni ✔️ Sindaco | 5.062                | 56,94 | 245                                                                                              | 2,81  | -     |       |
|                                                      | Luca Zannoni              | 3.000                | 33,75 | Lega                                                                                             | 2.577 | 29,54 | 4     |
| Centro Destra per Bagnacavallo                       | Luca Zannoni              | 3.000                | 33,75 | 359                                                                                              | 4,12  | -     |       |
| Seggio di coalizione                                 | Seggio di coalizione      | Seggio di coalizione | 33,75 | 1                                                                                                |       |       |       |
|                                                      | Angelo Ravagli            | 558                  | 6,28  | Uniti per Bagnacavallo                                                                           | 554   | 6,35  | 1     |
|                                                      | Paolo Viglianti           | 270                  | 3,04  | È Sinistra Unita (Rifondazione Comunista-Possibile-Partito Comunista Italiano-Sinistra Italiana) | 273   | 3,13  | -     |
| Totale                                               | Totale                    | 8.890                | 100   |                                                                                                  | 8.723 | 100   | 16    |

### Cervia
| Candidati                                   | Candidati                | Voti   | %     | Liste                                                                                            | Voti   | %     | Seggi |
| ------------------------------------------- | ------------------------ | ------ | ----- | ------------------------------------------------------------------------------------------------ | ------ | ----- | ----- |
|                                             | Massimo Medri ✔️ Sindaco | 8.159  | 54,02 | Partito Democratico                                                                              | 5.462  | 36,65 | 8     |
| Partito Repubblicano Italiano-Cervia Domani | Massimo Medri ✔️ Sindaco | 8.159  | 54,02 | 1.056                                                                                            | 7,09   | 1     |       |
| Cervia Ti Amo                               | Massimo Medri ✔️ Sindaco | 8.159  | 54,02 | 854                                                                                              | 5,73   | 1     |       |
| Italia in Comune-Progetto Cervia            | Massimo Medri ✔️ Sindaco | 8.159  | 54,02 | 652                                                                                              | 4,37   | -     |       |
|                                             | Dino Cellini             | 4.583  | 30,34 | Lega                                                                                             | 4.554  | 30,56 | 5     |
|                                             | Pierre Bonaretti         | 1.678  | 11,11 | Movimento 5 Stelle                                                                               | 1.656  | 11,11 | 1     |
|                                             | Gianluca Gattamorta      | 684    | 4,53  | È Sinistra Unita (Rifondazione Comunista-Possibile-Partito Comunista Italiano-Sinistra Italiana) | 670    | 4,50  | -     |
| Totale                                      | Totale                   | 15.104 | 100   |                                                                                                  | 14.904 | 100   | 16    |

### Lugo
| Candidati                                          | Candidati                 | Voti                 | %     | Liste                  | Voti   | %     | Seggi |
| -------------------------------------------------- | ------------------------- | -------------------- | ----- | ---------------------- | ------ | ----- | ----- |
|                                                    | Davide Ranalli ✔️ Sindaco | 8.938                | 51,05 | Partito Democratico    | 6.674  | 38,63 | 13    |
| Insieme per Lugo                                   | Davide Ranalli ✔️ Sindaco | 8.938                | 51,05 | 1.159                  | 6,71   | 2     |       |
| Federazione dei Verdi                              | Davide Ranalli ✔️ Sindaco | 8.938                | 51,05 | 497                    | 2,88   | -     |       |
| Partito Socialista Italiano-Partecipazione Sociale | Davide Ranalli ✔️ Sindaco | 8.938                | 51,05 | 291                    | 1,68   | -     |       |
| Partito Repubblicano Italiano                      | Davide Ranalli ✔️ Sindaco | 8.938                | 51,05 | 197                    | 1,14   | -     |       |
|                                                    | Davide Solaroli           | 6.740                | 38,49 | Lega                   | 4.083  | 23,63 | 5     |
| Per la Buona Politica                              | Davide Solaroli           | 6.740                | 38,49 | 2.041                  | 11,81  | 2     |       |
| Forza Italia-Fratelli d'Italia-Unione di Centro    | Davide Solaroli           | 6.740                | 38,49 | 540                    | 3,13   | -     |       |
| Seggio di coalizione                               | Seggio di coalizione      | Seggio di coalizione | 38,49 | 1                      |        |       |       |
|                                                    | Mauro Marchiani           | 1.398                | 7,98  | Movimento 5 Stelle     | 1.377  | 7,97  | 1     |
|                                                    | Valeria Ricci             | 433                  | 2,47  | Rifondazione Comunista | 418    | 2,42  | -     |
| Totale                                             | Totale                    | 17.509               | 100   |                        | 17.277 | 100   | 24    |

## Provincia di Reggio Emilia

### Reggio Emilia
| Candidati                          | Candidati                             | Voti                        | %     | Liste                         | Voti   | %     | Seggi |
| ---------------------------------- | ------------------------------------- | --------------------------- | ----- | ----------------------------- | ------ | ----- | ----- |
|                                    | Luca Vecchi Accede al ballottaggio    | 40.243                      | 49,13 | Partito Democratico           | 31.248 | 38,68 | 17    |
| Immagina Reggio - Verdi Ecologisti | Luca Vecchi Accede al ballottaggio    | 40.243                      | 49,13 | 2.459                         | 3,04   | 1     |       |
| +Europa                            | Luca Vecchi Accede al ballottaggio    | 40.243                      | 49,13 | 2.375                         | 2,94   | 1     |       |
| Reggio È                           | Luca Vecchi Accede al ballottaggio    | 40.243                      | 49,13 | 2.007                         | 2,48   | 1     |       |
| Fare - Quartieri & Frazioni        | Luca Vecchi Accede al ballottaggio    | 40.243                      | 49,13 | 1.588                         | 1,97   | -     |       |
| ReFutura                           | Luca Vecchi Accede al ballottaggio    | 40.243                      | 49,13 | 312                           | 0,39   | -     |       |
|                                    | Roberto Salati Accede al ballottaggio | 23.116                      | 28,22 | Lega                          | 17.179 | 21,27 | 5     |
| Forza Italia                       | Roberto Salati Accede al ballottaggio | 23.116                      | 28,22 | 3.078                         | 3,81   | 1     |       |
| Fratelli d'Italia                  | Roberto Salati Accede al ballottaggio | 23.116                      | 28,22 | 2.493                         | 3,09   | -     |       |
| Seggio al candidato sindaco        | Seggio al candidato sindaco           | Seggio al candidato sindaco | 28,22 | 1                             |        |       |       |
|                                    | Rossella Ognibene                     | 12.049                      | 14,71 | Movimento 5 Stelle            | 11.756 | 14,55 | 4     |
|                                    | Cinzia Rubertelli                     | 4.485                       | 5,48  | Alleanza Civica               | 4.259  | 5,27  | 1     |
|                                    | Daniele Codeluppi                     | 2.013                       | 2,46  | REC - Reggio Emilia in Comune | 2.030  | 2,51  | -     |
| Totale                             | Totale                                | 81.906                      | 100   |                               | 80.784 | 100   | 32    |

Ballottaggio
| Candidati | Candidati              | Voti   | %     |
| --------- | ---------------------- | ------ | ----- |
|           | Luca Vecchi ✔️ Sindaco | 38.075 | 63,31 |
|           | Roberto Salati         | 22.061 | 36,69 |
| Totale    | Totale                 | 60.136 |       |

### Casalgrande
| Candidati            | Candidati                               | Voti                 | %     | Liste                               | Voti  | %     | Seggi |
| -------------------- | --------------------------------------- | -------------------- | ----- | ----------------------------------- | ----- | ----- | ----- |
|                      | Giuseppe Daviddi Accede al ballottaggio | 2.198                | 23,01 | Noi per Casalgrande                 | 2.161 | 22,94 | 10    |
|                      | Alberto Vaccari Accede al ballottaggio  | 3.691                | 38,64 | Partito Democratico                 | 2.945 | 31,27 | 3     |
| Avanti Insieme       | Alberto Vaccari Accede al ballottaggio  | 3.691                | 38,64 | 424                                 | 4,50  | -     |       |
| Chi Ama Casalgrande  | Alberto Vaccari Accede al ballottaggio  | 3.691                | 38,64 | 269                                 | 2,86  | -     |       |
| Seggio di coalizione | Seggio di coalizione                    | Seggio di coalizione | 38,64 | 1                                   |       |       |       |
|                      | Giorgio Bottazzi                        | 1.590                | 16,65 | Movimento 5 Stelle                  | 1.574 | 16,71 | 1     |
|                      | Villiam Rinaldi                         | 1.269                | 13,29 | Lega-Fratelli d'Italia-Lista Civica | 1.257 | 13,35 | 1     |
|                      | Alan Ferrari                            | 472                  | 4,94  | Cambia Casalgrande                  | 463   | 4,92  | -     |
|                      | Alberto Montelaghi                      | 332                  | 3,48  | Sinistra per Casalgrande            | 326   | 3,46  | -     |
| Totale               | Totale                                  | 9.552                | 100   |                                     | 9.419 | 100   | 16    |

### Correggio
| Candidati               | Candidati                  | Voti   | %     | Liste                                                   | Voti   | %     | Seggi |
| ----------------------- | -------------------------- | ------ | ----- | ------------------------------------------------------- | ------ | ----- | ----- |
|                         | Ilenia Malavasi ✔️ Sindaco | 7.930  | 58,76 | Partito Democratico                                     | 5.174  | 39,20 | 8     |
| Ilenia Malavasi Sindaco | Ilenia Malavasi ✔️ Sindaco | 7.930  | 58,76 | 1.707                                                   | 12,93  | 2     |       |
| Correggio ai Cittadini  | Ilenia Malavasi ✔️ Sindaco | 7.930  | 58,76 | 445                                                     | 3,37   | -     |       |
| Le Buone Pratiche       | Ilenia Malavasi ✔️ Sindaco | 7.930  | 58,76 | 335                                                     | 2,54   | -     |       |
|                         | Riccardo Rovesti           | 2.945  | 21,82 | Lega-Forza Italia-Il Popolo della Famiglia-Lista Civica | 2.944  | 22,30 | 4     |
|                         | Giancarlo Setti            | 1.556  | 11,53 | Movimento 5 Stelle                                      | 1.552  | 11,76 | 2     |
|                         | Luigi Roberto Cesi         | 550    | 4,08  | Giovani per Correggio                                   | 540    | 4,09  | -     |
|                         | Gianni Tasselli            | 514    | 3,81  | Partito della Rifondazione Comunista-La Sinistra        | 503    | 3,81  | -     |
| Totale                  | Totale                     | 13.495 | 100   |                                                         | 13.200 | 100   | 16    |

### Scandiano
| Candidati           | Candidati                  | Voti   | %     | Liste                               | Voti   | %     | Seggi |
| ------------------- | -------------------------- | ------ | ----- | ----------------------------------- | ------ | ----- | ----- |
|                     | Matteo Nasciuti ✔️ Sindaco | 8.619  | 60,87 | Partito Democratico                 | 6.178  | 44,30 | 8     |
| Siamo Scandiano     | Matteo Nasciuti ✔️ Sindaco | 8.619  | 60,87 | 898                                 | 6,44   | 1     |       |
| Frazioni in Comune  | Matteo Nasciuti ✔️ Sindaco | 8.619  | 60,87 | 700                                 | 5,02   | 1     |       |
| Scandiano Green Lab | Matteo Nasciuti ✔️ Sindaco | 8.619  | 60,87 | 654                                 | 4,69   | -     |       |
|                     | Angelo Santoro             | 3.260  | 23,02 | Lega-Forza Italia-Fratelli d'Italia | 3.257  | 23,55 | 4     |
|                     | Patrizia Maselli           | 2.281  | 16,11 | Movimento 5 Stelle                  | 2.259  | 16,20 | 2     |
| Totale              | Totale                     | 14.160 | 100   |                                     | 13.946 | 100   | 16    |

## Provincia di Rimini

### Bellaria-Igea Marina
| Candidati                      | Candidati                    | Voti                 | %     | Liste              | Voti  | %     | Seggi |
| ------------------------------ | ---------------------------- | -------------------- | ----- | ------------------ | ----- | ----- | ----- |
|                                | Filippo Giorgetti ✔️ Sindaco | 5.261                | 53,98 | Lega               | 1.826 | 19,21 | 4     |
| Forza Italia                   | Filippo Giorgetti ✔️ Sindaco | 5.261                | 53,98 | 1.509              | 15,88 | 4     |       |
| Siamo per Bellaria Igea Marina | Filippo Giorgetti ✔️ Sindaco | 5.261                | 53,98 | 735                | 7,73  | 1     |       |
| Unione di Centro               | Filippo Giorgetti ✔️ Sindaco | 5.261                | 53,98 | 719                | 7,57  | 1     |       |
| Fratelli d'Italia              | Filippo Giorgetti ✔️ Sindaco | 5.261                | 53,98 | 332                | 3,49  | -     |       |
|                                | Gabriele Bucci               | 3.244                | 33,29 | Bucci Sindaco      | 1.764 | 18,56 | 3     |
| Alternativa Democratica        | Gabriele Bucci               | 3.244                | 33,29 | 1.035              | 10,89 | 1     |       |
| Italia in Comune               | Gabriele Bucci               | 3.244                | 33,29 | 362                | 3,81  | -     |       |
| Seggio di coalizione           | Seggio di coalizione         | Seggio di coalizione | 33,29 | 1                  |       |       |       |
|                                | Danilo Lombardi              | 1.241                | 12,73 | Movimento 5 Stelle | 1.222 | 12,86 | 1     |
| Totale                         | Totale                       | 9.746                | 100   |                    | 9.504 | 100   | 16    |

### Santarcangelo di Romagna
| Candidati                        | Candidati              | Voti                 | %     | Liste                     | Voti   | %     | Seggi |
| -------------------------------- | ---------------------- | -------------------- | ----- | ------------------------- | ------ | ----- | ----- |
|                                  | Alice Parma ✔️ Sindaco | 6.902                | 55,63 | Partito Democratico       | 3.651  | 30,32 | 6     |
| Più Santarcangelo!               | Alice Parma ✔️ Sindaco | 6.902                | 55,63 | 1.972                     | 16,38  | 3     |       |
| Pensa Una Mano per Santarcangelo | Alice Parma ✔️ Sindaco | 6.902                | 55,63 | 1.063                     | 8,83   | 1     |       |
|                                  | Domenico Samorani      | 4.925                | 39,70 | Lega                      | 2.576  | 21,39 | 3     |
| Un Bene in Comune                | Domenico Samorani      | 4.925                | 39,70 | 1.360                     | 11,29  | 2     |       |
| Santarcangelo in Comune          | Domenico Samorani      | 4.925                | 39,70 | 449                       | 3,73   | -     |       |
| Forza Italia                     | Domenico Samorani      | 4.925                | 39,70 | 409                       | 3,40   | -     |       |
| Seggio di coalizione             | Seggio di coalizione   | Seggio di coalizione | 39,70 | 1                         |        |       |       |
|                                  | Sara Andreazzoli       | 426                  | 3,43  | Attivamente Santarcangelo | 409    | 3,40  | -     |
|                                  | Cinzia Salvatori       | 153                  | 1,23  | Rinascita Civica          | 152    | 1,26  | -     |
| Totale                           | Totale                 | 12.406               | 100   |                           | 12.041 | 100   | 16    |